# Zjawisko Comptona

Schemat zjawiska Comptona

Zjawisko Comptona, rozpraszanie komptonowskie – zjawisko rozpraszania promieniowania X (rentgenowskiego) i promieniowania gamma, czyli promieniowania elektromagnetycznego o dużej częstotliwości, na swobodnych lub słabo związanych elektronach, w wyniku którego następuje zwiększenie długości fali promieniowania. Za słabo związany uważamy przy tym elektron, którego energia wiązania w atomie, cząsteczce lub sieci krystalicznej jest znacznie mniejsza niż energia padającego fotonu. Zjawisko przebiega w tym przypadku praktycznie tak samo, jak dla elektronu swobodnego.
Zwiększenie długości fali rozproszonego fotonu, zwane przesunięciem Comptona, zależy od kąta rozproszenia fotonu zgodnie ze wzorem:
{\displaystyle \Delta \lambda =\lambda '-\lambda =\lambda _{C}(1-\cos \theta ),}
gdzie:
{\displaystyle \Delta \lambda } – zmiana długości fali fotonu (przesunięcie Comptona),
{\displaystyle \theta } – kąt rozproszenia fotonu,
{\displaystyle \lambda _{C}=h/m_{e}c=(2{,}4263102175\pm 0{,}0000000033)\cdot 10^{-12}\,\mathrm {m} } – stała, tzw. komptonowska długość fali elektronu:
{\displaystyle h} – stała Plancka,
{\displaystyle m_{e}} – masa spoczynkowa elektronu,
{\displaystyle c} – prędkość światła,
{\displaystyle \lambda '} – długość fali rozproszonej,
{\displaystyle \lambda } – długość fali padającej.
Zatem zmiana długości fali nie zależy od jej początkowej długości. Oznacza to, że względna zmiana zależy od długości fali padającego promieniowania. Maksymalna zmiana długości fali {\displaystyle \Delta \lambda \approx 0{,}5\cdot 10^{-11}\,\mathrm {m} } występuje dla kąta {\displaystyle \theta =180^{\circ }} (rozproszenie wsteczne). I tak na przykład dla światła widzialnego, od długości rzędu {\displaystyle 0{,}5\cdot 10^{-6}\,\mathrm {m} ,} względna zmiana długości fali w tym wypadku wynosi około 0,001%, efekt jest więc bardzo słaby. Jednak dla promieniowania o długości fali {\displaystyle 0{,}6\cdot 10^{-12}\,\mathrm {m} ,} co odpowiada energii fotonów około 1 MeV, oznacza to niemal dziesięciokrotny wzrost długości fali.
Wzór na przesunięcie długości fali można przekształcić w wyrażenie na energię fotonu po rozproszeniu:
{\displaystyle E'={\frac {hc}{\lambda '}}={\frac {E}{1+{\frac {E}{m_{e}c^{2}}}(1-\cos \theta )}},}
gdzie {\displaystyle E} jest energią fotonu padającego (przed rozproszeniem).

## Historia

Schemat eksperymentu Comptona. Rozpraszanie Comptona zachodzi w tarczy grafitowej po lewej stronie. Szczelina przepuszcza fotony promieniowania rentgenowskiego rozproszone pod kątem Φ. Rozproszone fotony są analizowane za pomocą spektrometru Bragga, tj. ulegają dyfrakcji Bragga w monokrysztale kalcytu po prawej stronie (pozwala to ustalić ich dokładną długość fali) i są rejestrowane w komorze jonizacyjnej

Arthur H. Compton zajmował się badaniem rozpraszania promieni Roentgena w materii od roku 1917. Usiłował wyjaśnić obserwowane niezgodności pomiędzy klasyczną teorią rozpraszania fali elektromagnetycznej na ładunkach elektrycznych (rozpraszanie Thomsona) a wynikami pomiarów. Obserwowane niezgodności dotyczyły natężenia rozproszonego promieniowania i zależności tego natężenia od kąta rozproszenia.
Po kilku nieudanych próbach wyjaśnienia zjawiska na gruncie klasycznej teorii fal elektromagnetycznych, Compton zaczął podejrzewać, że może ono polegać na rozpraszaniu na pojedynczych elektronach. Zestawił więc aparaturę, która pozwalała mu mierzyć nie tylko natężenie, ale i długość fali rozproszonego promieniowania, wykorzystując prawo Bragga. Pomiary pokazały, że część promieniowania rozproszonego jest przesunięta w stronę większych długości fali, przy czym przesunięcie to rośnie ze wzrostem kąta rozproszenia. Wynik ten Compton usiłował wyjaśnić początkowo efektem Dopplera. Jednak wkrótce stwierdził, że wyjaśnienie to nie jest zgodne z jego pomiarami i znalazł inne, oparte na założeniu, że rozpraszanie jest spowodowane zderzeniami pojedynczych kwantów promieniowania z elektronami. Wynik ten Compton ogłosił w roku 1922 a opublikował w roku 1923. W roku 1927 otrzymał za tę pracę Nagrodę Nobla.

### Znaczenie historyczne
Doświadczenie Comptona było pierwszym i do dziś pozostaje jednym z bardziej eleganckich doświadczeń demonstrujących korpuskularną naturę promieniowania elektromagnetycznego. Większość fizyków około roku 1920 (w tym i sam Compton) uważała zaproponowaną przez Plancka i Einsteina hipotezę kwantów światła za rodzaj modelu matematycznego, odmawiając kwantom fizycznego istnienia. Dla wyników Comptona nie dawało się jednak znaleźć wyjaśnienia na gruncie teorii falowej, zaś proste i eleganckie wyjaśnienie opierało się na założeniu, że kwanty światła rozpraszają się w zderzeniach z pojedynczymi elektronami, że tak przed, jak i po zderzeniu mają jednoznacznie określony kierunek ruchu i że niosą nie tylko energię, ale i pęd – czyli że zachowują się jak klasyczne cząstki. Jednocześnie jednak w tym samym doświadczeniu pomiar energii (długości fali) rozproszonego promieniowania opierał się o wykorzystanie jego falowej natury, a konkretnie zjawiska dyfrakcji.
Niedługo po opublikowaniu wyników Comptona dualizm korpuskularno-falowy stał się powszechnie uznaną koncepcją, a kwanty światła, nazwane wkrótce fotonami, przestały być uważane za twór czysto matematyczny, lecz zostały uznane za realne byty fizyczne.

## Wykorzystanie
Zjawisko Comptona odgrywa istotną rolę w oddziaływaniu promieniowania gamma i rentgenowskiego z materią. W zakresie energii fotonów od kilkudziesięciu keV do kilku MeV rozpraszanie Comptona jest najbardziej prawdopodobnym rodzajem oddziaływania, jakiemu może ulec promieniowanie podczas przechodzenia przez materię. Ma więc decydujące znaczenie dla zdolności pochłaniania promieniowania w tym zakresie energii, przez co pośrednio gra zasadniczą rolę w radiobiologii, m.in. radioterapii.
Przeciwnicy teorii Wielkiego Wybuchu proponowali wykorzystanie tego zjawiska do wytłumaczenia obserwowanego przesunięcia ku czerwieni.

## Wyprowadzenie wzoru na energię fotonu rozproszonego
Opieramy się na założeniu, że rozpraszanie Comptona jest zderzeniem sprężystym pomiędzy dwiema cząstkami: fotonem o długości fali λ i spoczywającym elektronem. Do opisu zderzenia możemy więc stosować zasady zachowania: pędu i energii. Pęd i energia fotonu wynoszą odpowiednio: {\displaystyle p=h/\lambda ,} {\displaystyle E=pc.} Energia i pęd elektronu związane są ze sobą zależnością relatywistyczną:
{\displaystyle E_{e}^{2}=p_{e}^{2}c^{2}+m_{e}^{2}c^{4}.}
Z zasady zachowania pędu wynika, że wektory pędu cząstek przed zderzeniem i po zderzeniu muszą leżeć w jednej płaszczyźnie. Możemy więc opisywać zderzenie w dwuwymiarowym układzie współrzędnych na tej płaszczyźnie. Przyjmujemy, że przed zderzeniem foton porusza się wzdłuż osi {\displaystyle x.}
Zasada zachowania energii – w stanie początkowym mamy foton o długości fali {\displaystyle \lambda } i spoczywający elektron, w stanie końcowym foton o długości fali {\displaystyle \lambda '} i elektron o pędzie {\displaystyle p_{e}{:}}
{\displaystyle {\frac {hc}{\lambda }}+m_{e}c^{2}={\frac {hc}{\lambda '}}+{\sqrt {m_{e}^{2}c^{4}+p_{e}^{2}c^{2}}}.}
Zasada zachowania pędu – składowa {\displaystyle y{:}}
{\displaystyle p_{e_{y}}=-{\frac {h}{\lambda '}}\sin \theta .}
Zasada zachowania pędu – składowa {\displaystyle x{:}}
{\displaystyle {\frac {h}{\lambda }}=p_{e_{x}}+{\frac {h}{\lambda '}}\cos \theta .}
Kwadrat pędu elektronu po zderzeniu:
{\displaystyle p_{e}^{2}=p_{e_{x}}^{2}+p_{e_{y}}^{2},}
i można tu wstawić składowe wyliczone z zasady zachowania pędu:
{\displaystyle p_{e}^{2}=\left({\frac {h}{\lambda }}\right)^{2}-2\cos \theta {\frac {h^{2}}{\lambda \lambda '}}+\left({\frac {h}{\lambda '}}\right)^{2}.}
Podstawiając to do równania zasady zachowania energii i dzieląc przez {\displaystyle c,} można otrzymać następujące równanie (teraz pozostały już tylko przekształcenia algebraiczne):
{\displaystyle h\left({\frac {1}{\lambda }}-{\frac {1}{\lambda '}}\right)+m_{e}c={\sqrt {m_{e}^{2}c^{2}+\left({\frac {h}{\lambda }}\right)^{2}-2\cos \theta {\frac {h^{2}}{\lambda \lambda '}}+\left({\frac {h}{\lambda '}}\right)^{2}}}.}
Podnosząc obustronnie do kwadratu
{\displaystyle \left(h{\frac {\lambda '-\lambda }{\lambda \lambda '}}\right)^{2}+2m_{e}ch{\frac {\lambda '-\lambda }{\lambda \lambda '}}+m_{e}^{2}c^{2}=m_{e}^{2}c^{2}+\left({\frac {h}{\lambda }}\right)^{2}-2\cos \theta {\frac {h^{2}}{\lambda \lambda '}}+\left({\frac {h}{\lambda '}}\right)^{2}.}
i po redukcji:
{\displaystyle -{\frac {2h^{2}}{\lambda \lambda '}}+2m_{e}ch{\frac {\lambda '-\lambda }{\lambda \lambda '}}=-2\cos \theta {\frac {h^{2}}{\lambda \lambda '}}.}
Mnożąc przez {\displaystyle {\frac {\lambda \lambda '}{2m_{e}ch}}} i przerzucając jeden człon na prawą stronę, otrzymujemy wyrażenie Comptona:
{\displaystyle \lambda '-\lambda ={\frac {h}{m_{e}c}}(1-\cos \theta ).}
Na podstawie powyższego wzoru oraz zależności
{\displaystyle E={\frac {hc}{\lambda }}}
dochodzimy do wzoru na energię rozproszonego fotonu:
{\displaystyle E'={\frac {E}{1+{\frac {E}{m_{e}c^{2}}}(1-\cos \theta )}}.}

## Przekrój czynny
Pierwsze próby wyznaczenia natężenia rozproszonego promieniowania i jego rozkładu kątowego podjął sam Compton, w swej oryginalnej pracy. Przyjął w tym celu, że wychodzący foton jest emitowany przez poruszający się już po rozproszeniu elektron. Jego wyniki zgadzały się jakościowo z doświadczeniem, przewidując mniejsze natężenie rozproszonego promieniowania niż wynikające z klasycznej teorii Thomsona i asymetryczny rozkład kątowy. Compton nie posiadał jednak narzędzia niezbędnego do poprawnego rozwiązania tego problemu – relatywistycznej kwantowej teorii elektronu, stworzonej kilka lat później przez Diraca.

### Wzór Kleina-Nishiny

Rozpraszanie Comptona, kanał s

Rozpraszanie Comptona, kanał u

Wyrażenie na różniczkowy przekrój czynny dla takiego procesu zostało opublikowane w roku 1929 przez Oskara Kleina i Yoshio Nishinę, a jego wyprowadzenie było jednym z pierwszych zastosowań nowej podówczas teorii elektronu Diraca. Mówiąc we współczesnym języku elektrodynamiki kwantowej, Klein i Nishina obliczyli prawdopodobieństwo zajścia procesu w najniższym rzędzie rachunku zaburzeń, jako superpozycję procesów zobrazowanych przez przedstawione obok diagramy Feynmana. Znalezione przez nich wyrażenie nosi nazwę wzoru Kleina-Nishiny:
{\displaystyle {\frac {\mathrm {d} \sigma }{\mathrm {d} \Omega }}=r_{e}^{2}\left({\frac {E'}{E}}\right)^{2}\left({\frac {E'}{E}}+{\frac {E}{E'}}-\sin ^{2}\theta \right),}
gdzie {\displaystyle E} i {\displaystyle E'} to, zgodnie z wcześniejszymi oznaczeniami, energia fotonu przed i po rozproszeniu, {\displaystyle \theta } to kąt rozproszenia, zaś {\displaystyle r_{e}} jest stałą zwaną klasycznym promieniem elektronu:
{\displaystyle r_{e}={\frac {\alpha }{m_{e}c^{2}}}=(2{,}8179402894\pm 0{,}0000000058)\times 10^{-15}\,\mathrm {m} }.
W rzeczywistości Klein i Nishina wyprowadzili wzory na rozpraszanie spolaryzowanych fotonów na elektronach, powyższe wyrażenie jest wynikiem uśrednienia ich wyników po początkowej polaryzacji fotonu i sumowania po polaryzacjach końcowych.
W granicy niskich energii fotonu padającego wzór Kleina-Nishiny daje wynik identyczny, jak klasyczne rozpraszanie Thomsona.

### Całkowity przekrój czynny
Całkowity przekrój czynny na rozpraszanie Comptona można znaleźć drogą całkowania wzoru Kleina-Nishiny po pełnym kącie bryłowym – pamiętając o tym, że występująca we wzorze energia fotonu rozproszonego zależy od kąta rozproszenia. Wynikiem całkowania jest:
{\displaystyle \sigma =2\pi r_{e}^{2}\left\{{\frac {1+\gamma }{\gamma ^{2}}}\left[{\frac {2(1+\gamma )}{1+2\gamma }}-{\frac {\ln(1+2\gamma )}{\gamma }}\right]+{\frac {\ln(1+2\gamma )}{2\gamma }}-{\frac {1+3\gamma }{(1+2\gamma )^{2}}}\right\},}
gdzie {\displaystyle \gamma ={E/m_{e}c^{2}}} jest stosunkiem energii padającego fotonu do energii spoczynkowej elektronu.
Dla bardzo wysokich energii fotonu {\displaystyle \gamma \gg 1} dominujący jest drugi składnik w nawiasie klamrowym i przekrój czynny zachowuje się jak
{\displaystyle \sigma \sim {\frac {\ln \gamma }{\gamma }},}
czyli maleje do zera z rosnącą energią. Z kolei dla bardzo niskich energii fotonu {\displaystyle \gamma \ll 1} przekrój czynny zbiega do stałej
{\displaystyle \sigma _{0}={\frac {8}{3}}\pi r_{e}^{2}=0{,}6652458558\pm 0{,}0000000027\,\mathrm {barn} }.
Stała ta zwana jest thomsonowskim przekrojem czynnym, ponieważ występuje ona w klasycznie wyprowadzonym wzorze na rozpraszanie fali elektromagnetycznej na swobodnym elektronie (rozpraszanie Thomsona).

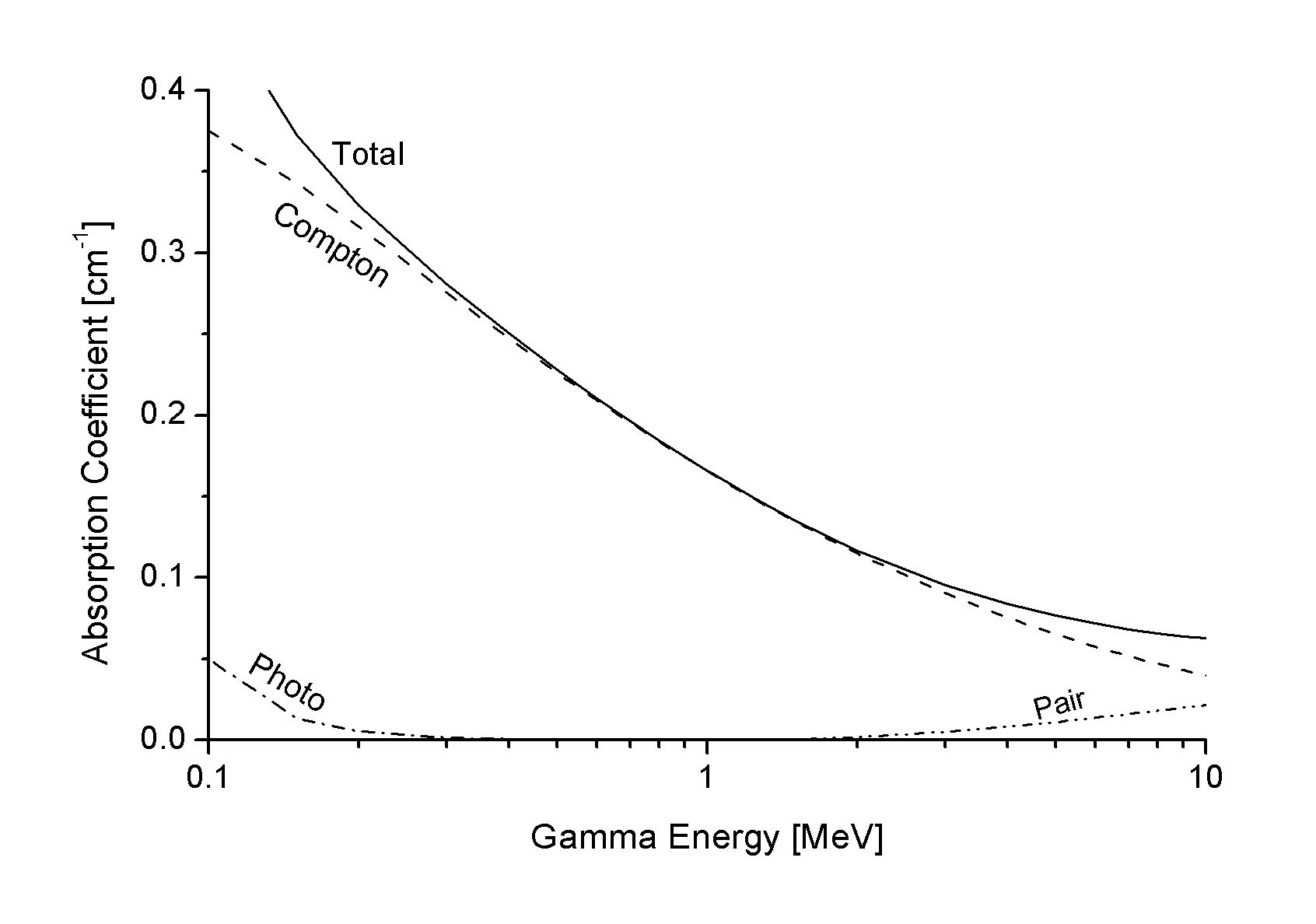
Zależność absorpcji promieniowania gamma od energii dla aluminium

Wzory powyższe wyprowadzone zostały przy założeniu swobodnego elektronu. W rzeczywistych substancjach mamy jednak do czynienia z elektronami związanymi w atomach. Doświadczenia pokazują jednak, że rzeczywiste przekroje czynne dla fotonów o średnich i większych energiach dobrze zgadzają się z obliczonymi z powyższych wzorów. Istotne odchylenia pojawiają się, dopiero gdy energia fotonu staje się porównywalna z energią wiązania elektronów w atomach substancji. Rzeczywisty przekrój czynny jest wówczas mniejszy niż wynikający z wzoru Kleina-Nishiny. Znaczna część oddziaływań fotonów w tym zakresie energii kończy się bowiem ich pochłonięciem i wybiciem elektronu z atomu (efekt fotoelektryczny), bądź koherentnym rozproszeniem fotonu na całym atomie (rozpraszanie Rayleigha). Na przykład dla węgla maksimum przekroju czynnego na rozpraszanie Comptona przypada dla fotonów o energii około 35 keV, a dla ołowiu około 90 keV.

## Odwrotne rozpraszanie Comptona
Wszystkie powyższe wzory wyprowadzone zostały przy założeniu, że elektron początkowo spoczywa. W takiej sytuacji energia fotonu rozproszonego jest zawsze mniejsza od (a w granicy rozpraszania „do przodu” {\displaystyle \theta \to 0^{\circ }} równa) energii fotonu padającego.
Zjawisko zachodzi jednak oczywiście również dla szybko poruszających się elektronów. Jeżeli przy tym energia elektronu jest odpowiednio wysoka, to może się zdarzyć, że energia fotonu rozproszonego będzie większa od energii fotonu padającego, czyli nastąpi przekaz części energii kinetycznej elektronu fotonowi. Ze względu na tę różnicę przyjęło się nazywać takie zjawisko odwrotnym rozpraszaniem Comptona. Należy jednak podkreślić, że jest to nadal to samo zjawisko, tylko obserwowane z innego układu odniesienia. Wzory na przekrój czynny i na energię fotonu rozproszonego najłatwiej uzyskać, stosując transformację Lorentza z układu, w którym elektron spoczywa, do układu laboratorium.

## Podwójne rozpraszanie Comptona
Podwójnym rozpraszaniem Comptona nazywa się zjawisko rozproszenia fotonu na elektronie, przy którym elektron emituje dodatkowy foton (w stanie końcowym mamy więc elektron i dwa fotony). Teoretycznie istnienie takiego procesu przepowiedzieli Walter Heitler i Lothar Nordheim w roku 1934. Doświadczalnie udało się go zaobserwować w roku 1952.
W języku elektrodynamiki kwantowej proces taki stanowi poprawkę wyższego rzędu do normalnego, „pojedynczego” rozpraszania Comptona – opisujące go diagramy Feynmana zawierają po co najmniej trzy wierzchołki. Oznacza to, że prawdopodobieństwo jego zajścia powinno być mniejsze o czynnik rzędu elektromagnetycznej stałej sprzężenia {\displaystyle \alpha \approx 1/137} od przekroju czynnego wyliczonego z wzoru Kleina-Nishiny.
Dokładniejsze obliczenia pokazują, że całkowity przekrój czynny na podwójne rozpraszanie Comptona jest, dla energii padającego fotonu 1 MeV, o około dwa rzędy wielkości mniejszy od przekroju czynnego na rozpraszanie pojedyncze. Ze wzrostem energii fotonu różnica ta maleje.
Zjawisko to powoduje pojawianie się wśród rozproszonych fotonów takich, których energia nie jest zgodna z wzorem Comptona. Należy o tym pamiętać przy precyzyjnych pomiarach wykorzystujących rozpraszanie komptonowskie.